# Badlands (альбом Холзи)
Badlands — дебютный студийный альбом американской певицы и автора песен Холзи, выпущенный 28 августа 2015 под лейблом Astralwerks и Capitol. Badlands дебютировал под номером два в чарте Billboard 200 с продажами 97,000 копий в первую неделю. Альбому предшествовал цифровой релиз двух синглов, «Ghost» и «New Americana». Третий сингл с альбома — «Colors» — был выпущен 9 февраля 2016. 8 апреля вышел сингл «Castle».

## Название и музыка
Название Badlands (рус. Бесплодные земли) — это отсылка Холзи на состояние её души во время написания альбома. В музыкальном плане, жанр альбома — главным образом электро-поп, альтернативный поп, и синти-поп.

## Запись
По словам Холзи, Badlands — это концептуальный альбом, который сосредотачивается на вымышленном мрачном обществе, известном как Бесплодные земли. Город окружен пустыней, держа обитателей Badlands в плену. Альбом был вдохновлен пост-апокалиптическими фильмами, такими как «Бегущий по лезвию» и «Пятый элемент». После написания первых нескольких песен Холзи пришла к осознанию того, что вся концепция — это лишь метафора её психологического состояния. Эшли утверждает, что она создала Badlands как бегство от реальной жизни. По её мнению, метафора была такова: даже если выхода нет, ещё есть оптимизм, будто ещё есть куда идти. Исполнительный продюсер альбома — Лидо.

## Синглы
«Ghost» был выпущен как дебютный сингл Холзи 27 октября 2014, с сопроводительным музыкальным клипом, снятым в Токио. «New Americana» стал вторым синглом с альбома, он официально вышел 10 июля 2015 года. Клип на песню вышел 25 сентября 2015 года. «Colors» вышел в качестве официального третьего сингла. Он был отправлен на альтернативные радио 9 февраля 2016 года. Клип на песню был выпущен 25 февраля 2016 года.

## Список композиций
| №                   | Название            | Автор(ы)                                               | Продюсер(ы)                                           | Длительность |
| ------------------- | ------------------- | ------------------------------------------------------ | ----------------------------------------------------- | ------------ |
| 1.                  | «Castle»            | Ashley Frangipane Peder Losnegård                      | Lido                                                  | 4:37         |
| 2.                  | «Hold Me Down»      | Frangipane Joseph Khajadourian Alex Schwartz Ryan Lott | The Futuristics Lido [a]                              | 3:24         |
| 3.                  | «New Americana»     | Frangipane Larzz Principato Chandra Uber James Mtume   | Lido Kalkutta [a] Principato [a]                      | 3:03         |
| 4.                  | «Drive»             | Frangipane Tim Anderson                                | Anderson Lido [a] Aron Forbes [a] Chris Spilfogel [a] | 4:18         |
| 5.                  | «Roman Holiday»     | Frangipane Ryan McMahon Benjamin Berger                | Captain Cuts                                          | 3:21         |
| 6.                  | «Colors»            | Frangipane Dylan Bauld                                 | Dylan William Lido [a]                                | 4:09         |
| 7.                  | «Coming Down»       | Frangipane Justyn Pilbrow                              | Pilbrow Lido [a]                                      | 3:43         |
| 8.                  | «Haunting»          | Frangipane Charlie Hugall Rob Tortelli Chris Hugall    | S.A. Charlie Hugall Lido [a] Heavy Mellow [a]         | 4:20         |
| 9.                  | «Control»           | Frangipane Roy Kerr Tim Bran                           | Lido                                                  | 3:34         |
| 10.                 | «Young God»         | Frangipane                                             | Lido William [a] Heavy Mellow [a]                     | 3:00         |
| 11.                 | «Ghost»             | Frangipane Dylan Scott Quagliato                       | Scott                                                 | 2:33         |
| Общая длительность: | Общая длительность: | Общая длительность:                                    | Общая длительность:                                   | 40:03        |

| №                   | Название            | Автор(ы)                                        | Продюсер(ы)                                   | Длительность |
| ------------------- | ------------------- | ----------------------------------------------- | --------------------------------------------- | ------------ |
| 5.                  | «Hurricane»         | Frangipane Anderson                             | Anderson                                      | 3:43         |
| 6.                  | «Roman Holiday»     | Frangipane McMahon Berger                       | Captain Cuts                                  | 3:21         |
| 7.                  | «Ghost»             | Frangipane Scott                                | Scott                                         | 2:33         |
| 8.                  | «Colors»            | Frangipane Bauld                                | William Lido [a]                              | 4:09         |
| 9.                  | «Colors Pt. II»     | Frangipane Bauld                                | William                                       | 1:36         |
| 10.                 | «Strange Love»      | Frangipane Jim Eliot Tim Larcombe               | Larcombe Lido [a] Yung Gud [a]                | 4:07         |
| 11.                 | «Coming Down»       | Frangipane Pilbrow                              | Pilbrow Lido [a]                              | 3:43         |
| 12.                 | «Haunting»          | Frangipane Charlie Hugall Tortelli Chris Hugall | S.A. Charlie Hugall Lido [a] Heavy Mellow [a] | 4:20         |
| 13.                 | «Gasoline»          | Frangipane Losnegård                            | Lido                                          | 3:19         |
| 14.                 | «Control»           | Frangipane Kerr Bran                            | Lido                                          | 3:34         |
| 15.                 | «Young God»         | Frangipane                                      | Lido William [a] Heavy Mellow [a]             | 3:00         |
| 16.                 | «I Walk the Line»   | John R. Cash                                    | Trevor Simpson Sam Miller                     | 2:45         |
| Общая длительность: | Общая длительность: | Общая длительность:                             | Общая длительность:                           | 55:33        |

| №                   | Название                             | Автор(ы)                | Продюсер(ы)                | Длительность |
| ------------------- | ------------------------------------ | ----------------------- | -------------------------- | ------------ |
| 17.                 | «Is There Somewhere»                 | Frangipane              | William                    | 3:31         |
| 18.                 | «Empty Gold»                         | Frangipane Scott        | Eliot Christian Medice [a] | 4:18         |
| 19.                 | «Trouble» (stripped)                 | Frangipane Chris Braide | Braide                     | 3:34         |
| 20.                 | «Hurricane» (Arty Remix)             | Frangipane Anderson     | Scott Artem Stolyarov [b]  | 3:44         |
| 21.                 | «Ghost» (Lost Kings Remix)           | Frangipane Scott        | Scott Lost Kings [b]       | 3:09         |
| 22.                 | «Trouble» (Sander Kleinenberg Remix) | Frangipane Braide       | Braide Kleinenberg [b]     | 3:05         |
| Общая длительность: | Общая длительность:                  | Общая длительность:     | Общая длительность:        | 76:54        |

| №                   | Название            | Автор(ы)            | Продюсер(ы)         | Длительность |
| ------------------- | ------------------- | ------------------- | ------------------- | ------------ |
| 1.                  | «You(th)» (demo)    | Frangipane          | Anderson            | 1:01         |
| 2.                  | «Drive» (demo)      | Frangipane Anderson | Anderson            | 4:34         |
| Общая длительность: | Общая длительность: | Общая длительность: | Общая длительность: | 5:35         |

### Семплы
- «Hold Me Down» содержит семпл из «Easy» (2014) в исполнении Son Lux.
- «New Americana» содержит интерпретацию из «Juicy Fruit» (1983) в исполнении Mtume.

## История релиза
| Область      | Дата            |  | Метки       |
| ------------ | --------------- |  | ----------- |
| Во всем мире | 28 августа 2015 |  | Astralwerks |